# Bivacchi del Club Alpino Italiano

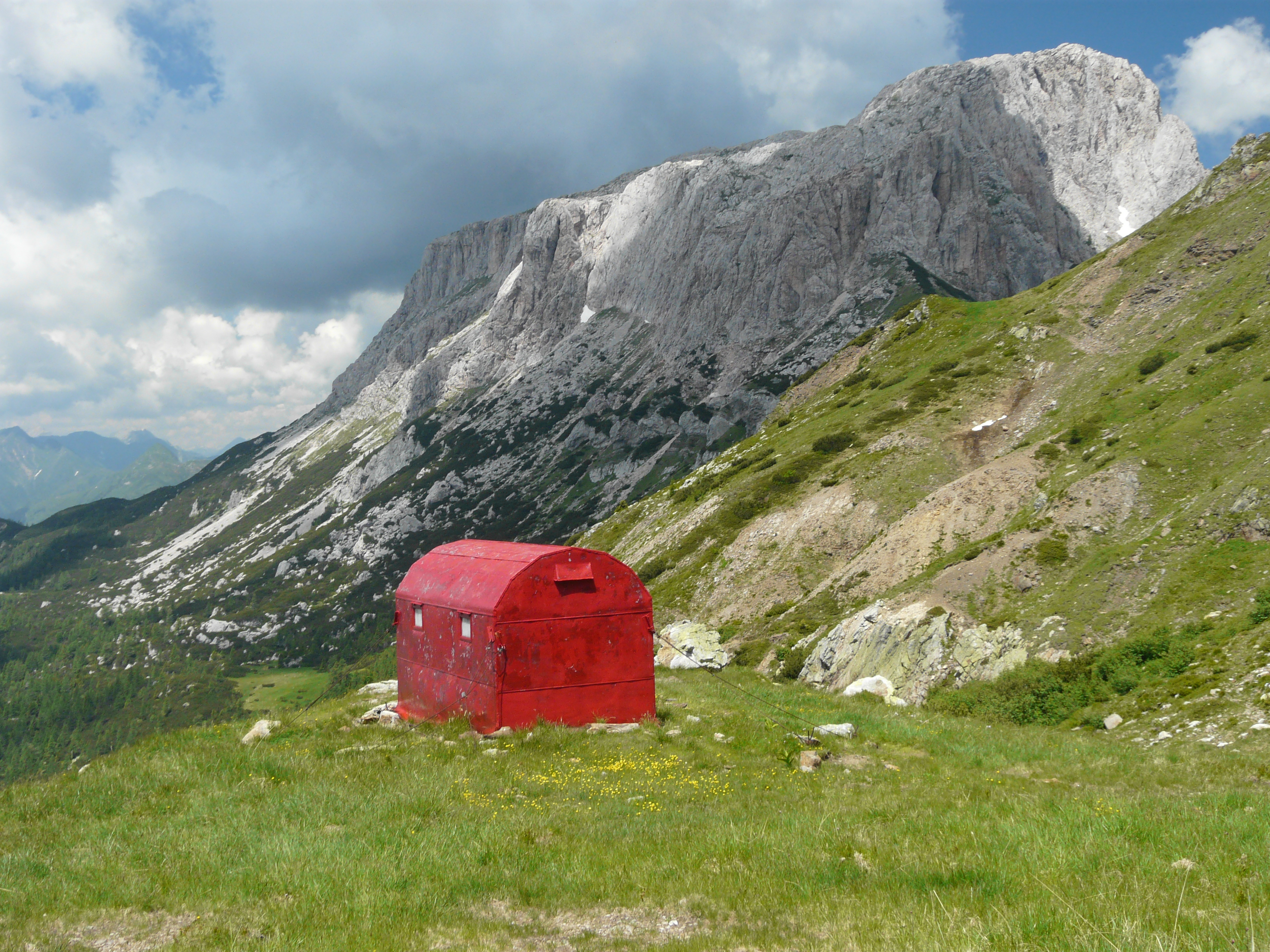
Il Bivacco Ernesto Lomasti

Il presente elenco raccoglie la lista dei bivacchi del Club Alpino Italiano.

## Caratteristiche
Sono più di 700 le strutture alpine del Club Alpino Italiano. All'interno di esse si distingue tra strutture gestite (ovvero rifugi con gestore) e strutture non gestite (bivacchi, capanne sociali, punti d'appoggio, ricoveri e rifugi senza gestore ma condotti direttamente dalla sezione di appartenenza).
Lo scopo principale di queste strutture è quello di fungere da punto di partenza per le ascensioni presenti nella zona oppure da punto di passaggio di traversate. I bivacchi non hanno un gestore presente nella struttura però dispongono dello stretto necessario al pernottamento e al ricovero di emergenza. Il CAI si occupa della costruzione e manutenzione di molti bivacchi in tutta Italia, i quali sono presenti in questa lista.
Essi si trovano principalmente sulle Alpi, ma sono presenti anche negli Appennini.

## Bivacchi
| Bivacco                             | Altezza | Sezione alpina o gruppo montuoso | Regione               |
| ----------------------------------- | ------- | -------------------------------- | --------------------- |
| Alberico Corrado - Borgna Luigi     | 3.674   | Alpi Graie                       | Valle d'Aosta         |
| Aronte                              | 1.620   | Alpi Apuane                      | Toscana               |
| Balestreri Umberto                  | 3.142   | Alpi Pennine                     | Valle d'Aosta         |
| Barenghi                            | 2.815   | Alpi Cozie                       | Piemonte              |
| Berardo                             | 2.710   | Alpi Cozie                       | Piemonte              |
| Bertoglio                           | 2.760   | Alpi Cozie                       | Piemonte              |
| Biasin Giancarlo                    | 2.650   | Dolomiti                         | Veneto                |
| Boerio                              | 3.089   | Alpi Cozie                       | Piemonte              |
| Bonasson Primo                      | 1.925   | Alpi Lepontine                   | Piemonte              |
| Bonfante                            | 2.630   | Alpi Cozie                       | Piemonte              |
| Borelli Lorenzo - Pivano Carlo      | 2.325   | Alpi Graie                       | Valle d'Aosta         |
| Bossi Oreste                        | 3.345   | Alpi Pennine                     | Valle d'Aosta         |
| Brenva (della)                      | 3.060   | Alpi Graie                       | Valle d'Aosta         |
| Brunner Guido                       | 1.432   | Alpi Giulie                      | Friuli-Venezia Giulia |
| C.A.I. Gorizia                      | 1.950   | Alpi Giulie                      | Friuli-Venezia Giulia |
| Caldarini                           | 2.486   | Alpi Retiche occidentali         | Lombardia             |
| Canzio Ettore                       | 3.810   | Alpi Graie                       | Valle d'Aosta         |
| Carnizza di Riofreddo               | 1.457   | Alpi Giulie                      | Friuli-Venezia Giulia |
| Castelnuovo D. "al Cedo"            | 1.576   | Alpi Lepontine                   | Piemonte              |
| Cavinato Giuseppe                   | 2.845   | Dolomiti                         | Trentino-Alto Adige   |
| Capanna Cederna-Maffina             | 2.585   | Alpi Retiche occidentali         | Lombardia             |
| Città di Clusone                    | 2.050   | Alpi e Prealpi Bergamasche       | Lombardia             |
| Città di Gallarate                  | 3.960   | Alpi Pennine                     | Piemonte              |
| Città di Mariano                    | 2.981   | Alpi Pennine                     | Valle d'Aosta         |
| Città di Varese                     | 2.650   | Alpi Pennine                     | Piemonte              |
| Comici Emilio                       | 2.050   | Dolomiti                         | Veneto                |
| Comino Gianni                       | 2.430   | Alpi Graie                       | Valle d'Aosta         |
| Combi e Lanza                       | 2.420   | Alpi Lepontine                   | Piemonte              |
| Costantini Franco                   | 1.690   | Prealpi Giulie                   | Friuli-Venezia Giulia |
| Costanzi                            | 2.365   | Alpi Retiche                     | Trentino-Alto Adige   |
| Cozzolino Enzo                      | 1.560   | Dolomiti                         | Veneto                |
| Craveri Piero                       | 3.490   | Alpi Graie                       | Valle d'Aosta         |
| Crippa Marco                        | 3.850   | Alpi Graie                       | Valle d'Aosta         |
| Dal Bianco Marco                    | 2.727   | Dolomiti                         | Trentino-Alto Adige   |
| Del Piero Gianpaolo                 | 3.180   | Alpi Retiche meridionali         | Lombardia             |
| Festa Valerio                       | 2.320   | Alpi Retiche meridionali         | Lombardia             |
| Franco, Giorgio, Lorenzo al Baus    | 2.568   | Alpi Marittime                   | Piemonte              |
| Frattini Aldo                       | 2.250   | Alpi e Prealpi Bergamasche       | Lombardia             |
| Gandolfo                            | 2.301   | Alpi Graie                       | Piemonte              |
| Gastaldi Carlo                      | 2.630   | Alpi Pennine                     | Valle d'Aosta         |
| Genisio Cecilia                     | 2.230   | Alpi Graie                       | Piemonte              |
| Giuliani Reginaldo                  | 3.100   | Dolomiti                         | Trentino-Alto Adige   |
| Giusto Gervasutti al Fréboudze      | 2.835   | Alpi Graie                       | Valle d'Aosta         |
| Giusto Gervasutti alla Forcella Spè | 1.940   | Prealpi Carniche                 | Friuli-Venezia Giulia |
| Giannantony Arrigo                  | 3.168   | Alpi Sud-orientali               | Lombardia             |
| Giordano Felice                     | 4.167   | Alpi Pennine                     | Valle d'Aosta         |
| Greppi Emilio                       | 1.915   | Alpi Lepontine                   | Piemonte              |
| Greselin Paolo                      | 1.920   | Prealpi Carniche                 | Friuli-Venezia Giulia |
| Ivrea                               | 2.771   | Alpi Graie                       | Piemonte              |
| Jachia Mario                        | 3.264   | Alpi Graie                       | Valle d'Aosta         |
| K2                                  | 1.500   | Alpi Apuane                      | Toscana               |
| Laeng Gualtiero                     | 3.191   | Alpi Sud-orientali               | Trentino-Alto Adige   |
| Lago Nero (Abetone)                 | 1.735   | Appennino Tosco-Emiliano         | Toscana               |
| Lampugnani Giuseppe                 | 3.860   | Alpi Graie                       | Valle d'Aosta         |
| Lateltin Ulrich                     | 3.132   | Alpi Pennine                     | Valle d'Aosta         |
| Lomasti Ernesto                     | 1.920   | Alpi Sud-orientali               | Friuli-Venezia Giulia |
| Leoni Giovanni                      | 2.803   | Alpi Lepontine                   | Piemonte              |
| Manenti Duccio                      | 2.790   | Alpi Pennine                     | Valle d'Aosta         |
| Manzi-Pirotta                       | 2.550   | Alpi Retiche occidentali         | Lombardia             |
| Marchi-Granzotto                    | 2.168   | Prealpi Carniche                 | Friuli-Venezia Giulia |
| Marmol                              | 2.266   | Dolomiti                         | Veneto                |
| Marzotto-Sacchi                     | 1.940   | Prealpi Venete                   | Veneto                |
| Minazio                             | 2.294   | Dolomiti                         | Trentino-Alto Adige   |
| Molino                              | 2.280   | Alpi Graie                       | Piemonte              |
| Molteni-Valsecchi                   | 2.510   | Alpi Retiche occidentali         | Lombardia             |
| Musatti Alberto                     | 2.111   | Dolomiti                         | Veneto                |
| Musso Biagio                        | 3.664   | Alpi Pennine                     | Svizzera              |
| Parravicini Agostino                | 3.183   | Alpi Retiche occidentali         | Lombardia             |
| Passo del Gries                     | 2.459   | Alpi Lepontine                   | Piemonte              |
| Perugini Giuliano                   | 2.060   | Prealpi Carniche                 | Friuli-Venezia Giulia |
| Petazzi Bruno                       | 2.246   | Alpi Lepontine                   | Lombardia             |
| Primalpia                           | 1.980   | Alpi Retiche occidentali         | Lombardia             |
| Punta Venezia                       | 3.080   | Alpi Cozie                       | Piemonte              |
| Ravelli Luigi                       | 2.504   | Alpi Pennine                     | Piemonte              |
| Regi                                | 1.888   | Alpi Lepontine                   | Piemonte              |
| Resegotti Luigina                   | 3.624   | Alpi Pennine                     | Piemonte              |
| Revelli Gino                        | 2.610   | Alpi Graie                       | Piemonte              |
| Roberti Vittorio                    | 2.205   | Alpi Retiche meridionali         | Trentino-Alto Adige   |
| Robinet                             | 2.679   | Alpi Cozie                       | Piemonte              |
| Rosario                             | 1.710   | Appennino tosco-emiliano         | Emilia-Romagna        |
| Rossi e Volante                     | 3.750   | Alpi Pennine                     | Valle d'Aosta         |
| Sacchi Umberto                      | 1.600   | Appennino tosco-emiliano         | Emilia-Romagna        |
| Salvadori Davide                    | 2.645   | Alpi e Prealpi Bergamasche       | Lombardia             |
| Sberna Renzo e Sebastiano           | 2.414   | Alpi Graie                       | Valle d'Aosta         |
| Sieff                               | 2.365   | Dolomiti                         | Trentino-Alto Adige   |
| Sigot Mario                         | 2.921   | Alpi Cozie                       | Piemonte              |
| Soardi-Fassero                      | 2.297   | Alpi Graie                       | Piemonte              |
| Stroppia                            | 2.259   | Alpi Cozie                       | Piemonte              |
| Tête des Roéses                     | 3.160   | Alpi Pennine                     | Valle d'Aosta         |
| Tomè Cesare                         | 2.860   | Dolomiti                         | Veneto                |
| Valdo Umberto                       | 1.540   | Dolomiti                         | Veneto                |
| Valli Carlo                         | 1.900   | Prealpi Lombarde                 | Lombardia             |
| Villata Carlo                       | 2.680   | Alpi Cozie                       | Piemonte              |
| Zanon-Morelli                       | 3.149   | Alpi Sud-orientali               | Lombardia             |
| Zeni Donato                         | 2.100   | Dolomiti                         | Trentino-Alto Adige   |
| Zullo Federico                      | 2.897   | Alpi Graie                       | Valle d'Aosta         |